# سرعت زمینی (فیلم ۲۰۰۲)
سرعت زمینی (به انگلیسی: Landspeed) فیلمی محصول سال ۲۰۰۲ و به کارگردانی کریستیان مک‌اینتایر است. در این فیلم بازیگرانی همچون بیلی زین، ری وایز و پاملا گیدلی ایفای نقش کرده‌اند.